# Nahgüterzug
Nahgüterzug (Abkürzung N, bei der ehemaligen Deutschen Bundesbahn später Ng) oder Ortsgüterzug bezeichnete eine Zuggattung bei der Eisenbahn. Damit wurde ein Güterzug bezeichnet, der – im Gegensatz zum Durchgangsgüterzug – nicht auf seinem gesamten Laufweg in derselben Zusammenstellung fuhr, sondern auf den Unterwegsbahnhöfen gekürzt oder verlängert wurde. Im Gegensatz zu einem Übergabegüterzug fuhren Nahgüterzüge jedoch von einem Knotenbahnhof zu einem anderen, häufig zwischen zwei Rangierbahnhöfen. Auf dem Weg wurden auf den Unterwegsbahnhöfen Wagen oder Wagengruppen abgesetzt und aufgenommen. Der Nahgüterzug war ein Güterzug zur Bedienung des Nahbereichs.